# Frontón Navarra Arena
El Frontón del Navarra Arena es un frontón que forma parte del pabellón multiusos Navarra Arena. El edificio está situado a las afueras de la ciudad de Pamplona, Navarra, y cuenta con  una capacidad para 3.000 personas. Cuenta con 2.000 butacas escamoteables gracias a los graderíos telescópicos orientables a pista central y frontón. Esta grada puede ocultarse en el sótano unificando ambas pistas del pabellón anteriormente mencionado. La distribución de las gradas permite cercanía al juego y buena visibilidad de la cancha.

## Equipamiento y servicios
Navarra Arena dispone de un sistema de sonido que permite retransmitir en todo el edificio con posibilidad de ajustarlo por zonas. El frontón contará con 2 pantallas led de 6×4 m. con capacidad de transmitir contenido audiovisual y marcador. Además, los servicios de Navarra Arena cuenta vestuarios completos para pelotaris y jueces, zona de calentamiento para pelotaris, taquillas, enfermería, cafetería y barra, así como sala de prensa y butacas de prensa con posibilidad de acoplamiento de mesa. Además, la infraestructura es sostenible gracias a sistemas geotérmicos y de generación de calor con biomasa entre otras tecnologías.
Los demás servicios son vestuarios, zona de calentamiento, taquillas, enfermería, butacas de prensa, sala de prensa, cafetería y barra y una posible zona vip en el segundo piso encima de la pared del frontis. Debajo de ella, existe un gran espacio donde también se podría albergar un museo de la pelota, pero ese aspecto está todavía por determinar.

## Inauguración
La inauguración de la cancha pamplonesa fue el 29 de septiembre con la celebración de la Final del Masters Codere.